# Бабченко Аркадій Аркадійович
Арка́дій Арка́дійович Ба́бченко (рос. Аркадий Аркадьевич Бабченко; 18 березня 1977, Москва, Російська РФСР) — російський військовий, журналіст, прозаїк, блогер відомий під нікнеймом StarshinaZapasa; проукраїнський волонтер у російсько-українській війні, постачальник турнікетів «Дніпро». Брав участь у складі ЗС РФ у двох російсько-чеченських війнах: у першій — як солдат строкової служби, у другій — за контрактом (звільнився у званні старшини запасу). Брав участь у російсько-грузинській війні, як доброволець.
2017 року, після початку переслідувань журналістів у Росії, переїхав спершу до Чехії, згодом того ж року — до України.
29 травня 2018 року у ЗМІ з'явилась інформація, що Аркадія застрелили в його будинку в Києві. Наступного дня на пресконференції СБУ, на якій був присутній і Аркадій, було оголошено, що це була спецоперація з викриття російської агентури.

## Життєпис
Народився 18 березня 1977 року. У 1993 році закінчив школу та вступив до університету. 1995 року, у віці 18 років, був призваний в армію, проходив службу на Північному Кавказі, служив у військах зв'язку, брав участь у першій чеченській війні. Демобілізувався 1997-го року без поранень та нагород.
Закінчив юридичний факультет Сучасного гуманітарного університету отримавши дипломом бакалавра юриспруденції з міжнародного права.
Після початку другої чеченської війни уклав контракт зі Збройними силами РФ і брав участь в «контртерористичній операції». Служив зв'язківцем, потім у піхоті, командиром розрахунку в гранатометному взводі. 2000 року демобілізувався у званні старшини гвардії. Звання «Старшина запасу» (рос. «Старшина запаса») використовує як нік у соцмережах.
Зайнявся журналістикою. Працював воєнним кореспондентом «Московського комсомольця», потім кореспондентом програми «Забытый Полк» (НТВ  — ТВ6 — ТВС), співпрацював із численними газетами, журнали та передачами: «Крестьянская Россия», «Армейский магазин», «Посткриптум» та іншими.

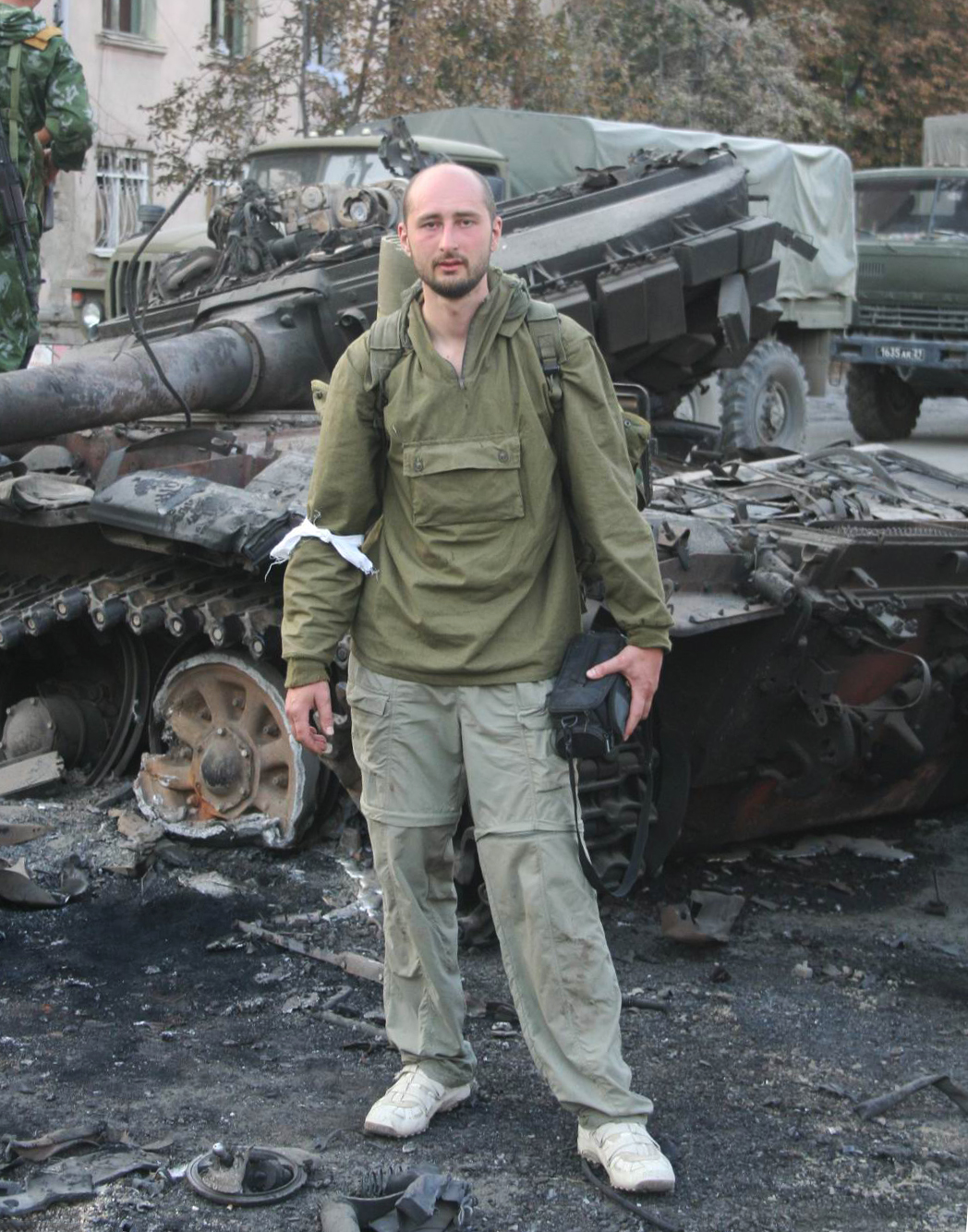
У Цхінвалі, Грузія, серпень 2008

Тимчасово залишив журналістику і кілька років пропрацював таксистом, після чого влаштувався у видання «Новая газета» воєнним кореспондентом, але через деякий час був звільнений. Як воєнний кореспондент брав участь у війні в Південній Осетії 2008 року. З січня 2009 знову працює у виданні «Новая газета» як спеціальний кореспондент. Видавав журнал «Искусство войны».
У 2012 році під час президентської виборчої кампанії в Росії проти Аркадія Бабченка було порушено кримінальну справу за публікацію в соцмережах з закликом до опозиційних сил почати протестні акції та страйки «за чесні вибори».
2014-го Бабченко активно висвітлював події Революції гідності.
У грудні 2016-го Аркадій заявив, що не співчуває з приводу катастрофи російського військового літака Ту-154, де загинули російські військові, журналісти та артисти ансамблю ім. Александрова, які летіли вітати з Новим роком військовий контингент РФ у Сирії.
Критикує путінський режим, засуджує російську збройну агресію проти України. Через погрози був змушений покинути Росію і виїхав спочатку до Чехії, а з лютого 2017 жив у Києві, де зокрема вів програму «Prime: Бабченко» на телеканалі ATR. З серпня 2018 року є співведучим програми «Справа двох» на радіо «НВ».
Згодом 3 листопада 2019 року Бабченко переїхав з України до Ізраїлю, пояснивши це тим, що він незадоволений результатами президентських виборів, де переміг Зеленський, з політикою якого він не згоден; переїзд до Ізраїлю Бабченко назвав «тимчасовою евакуацією» й зазначив, що у майбутньому планує повернутися жити в Україні. Широку популярність здобула обіцянка Бабченка повернутися до Москви на танку «Абрамс». Згодом переїхав до Таллінну. Спільно з естонською волонтерською організацією SUB UA бере участь у зборі коштів на придбання автівок для ЗСУ.

### Інсценування смерті

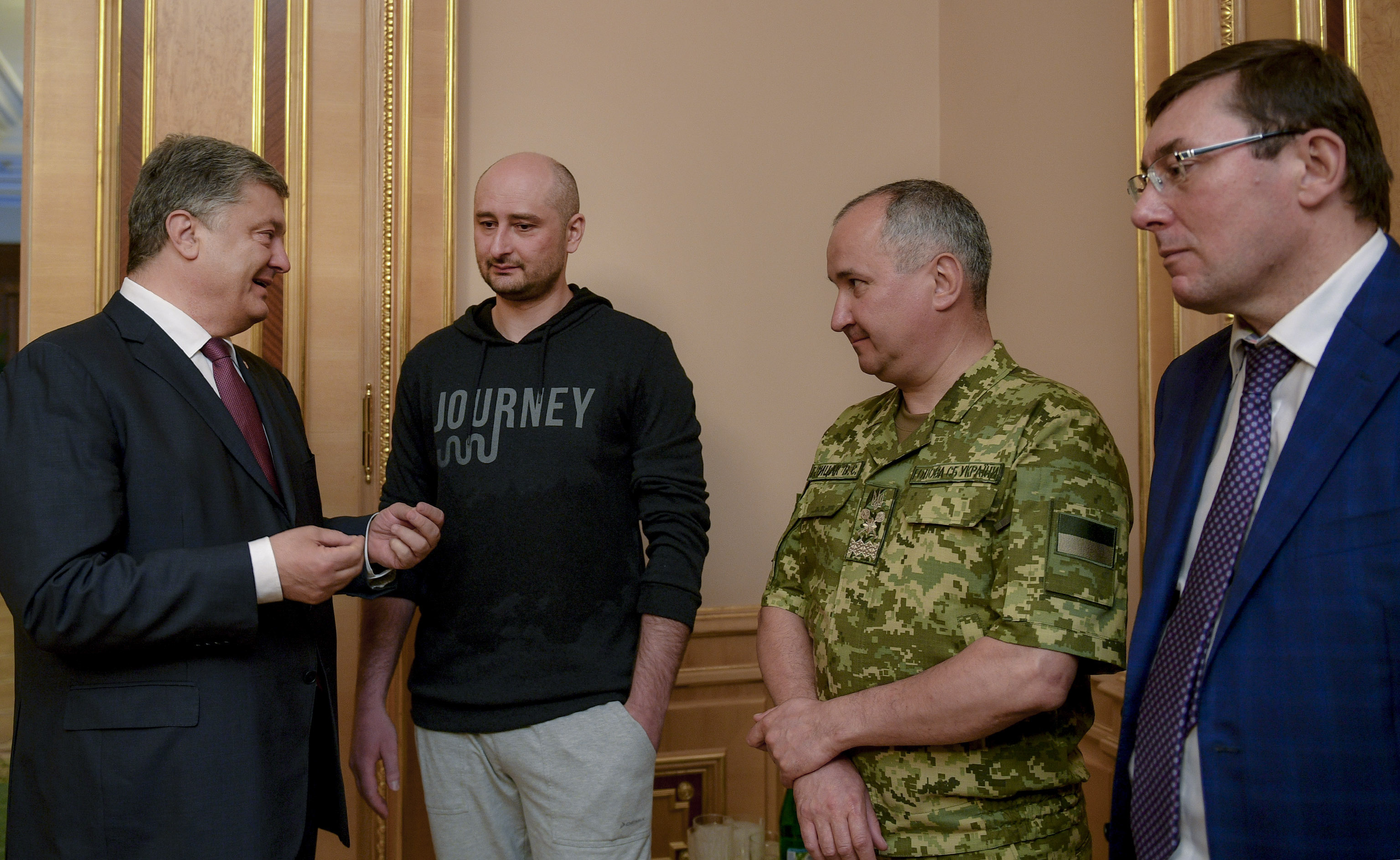
Президент Порошенко, голова СБУ Грицак, Генпрокурор Луценко та Бабченко під час зустрічі 30 травня 2018 року

29 травня 2018 року українські ЗМІ повідомили, що Аркадія було застрелено вдома на Микільсько-Слобідській вулиці в Києві, коли він вийшов до магазину. Керівник відділу комунікації у ГУ Нацполіції у Києві Оксана Блищик підтвердила смерть Бабченко у кареті швидкої від вогнепального поранення, пізніше в соцмережах було опубліковано фото та відеодокази. 30-го травня на пресконференції СБУ було повідомлено операцію з запобігання замаху на життя Аркадія. Сам Бабченко також з'явився на брифінг. Операція тривала два місяці, сам Бабченко більше ніж місяць співпрацював з СБУ, про що знало лише дуже обмежене коло його найближчих родичів.
Під час брифінгу глава СБУ Василь Грицак повідомив, що вбивство Бабченка замовили російські спецслужби, і що СБУ вже затримала громадянина України «Г», завербованого російськими спецслужбами для вчинення терактів та вбивства 30 осіб. За вбивство Бабченка організатори запропонували кілеру, колишньому учаснику АТО, 30 тис. $.
СБУ також повідомило, що український громадянин мав ще одне завдання від російських кураторів: нелегально закупити зброю та боєприпаси й створити в центральній Україні бази, де вони будуть зберігатися. Президент України доручив надати Бабченку та його родині цілодобову охорону.
27 серпня Шевченківський суд Києва оголосив у розшук В'ячеслава Пивоварника, якого було звинувачено в організації вбивства Бабченка. Його звинувачують у держзраді, фінансуванні тероризму, підготовці теракту, незаконне зберігання зброї та вибухівки. Обвинувальний акт проти було передано до суду в листопаді 2018 року.

### Погляди
Позиція Бабченка щодо підготовки Росії до вторгнення в Україну:
І, звичайно, мені б хотілося б, щоб через кілька годин після того, як по твоїм миротворцям завдано удару, повинні бути туди введені частини оперативного реагування, повинен бути завданий удар у відповідь. Але ким повинен завдаватися удар у відповідь, коли у нас всього цього немає? Коли Едуард Ульман, якого п'ять років навчали саме для того, щоб він на території ворога знищував пускові ракетні установки, ті, що й збивали наші російські літаки. Коли Едуард Ульман зараз перебуває в бігах, а натомість туди вводять натовп вісімнадцятирічних хлопчаків з автоматами під командуванням бравого генерала Хрульова, який швиденько заводить їх у засідку, і їх там усіх довбають так, що тільки пір'я летить у різні боки. Про що тут взагалі йдеться? Про які кілька днів, кілька годин? Про що тут взагалі мова? І говорити треба про те, що в Росії немає армії, про те, що техніку тягають на тросах, про те, що в тих спецвійсках, які ми заточували, в яких ми п'ять років вчили, вбухували в них гроші на те, щоб вони знищували ось ці пускові шахти ворога, про те, що їх посилають перевіряти документи, а вони там когось розстрілюють, убивають за незрозумілим наказом. Цілком незрозуміло, про що тут говорити, тут немає предмета для розмови зовсім.
Позиція Бабченка щодо Криму та ставлення до Путіна:
3 липня 2018 запропонував обміняти себе на ув'язненого у Росії українського режисера Олега Сенцова та інших українських політв'язнів.

## Родина
- Одружений, виховує доньку[41]. Крім того, родина Бабченків виховує шістьох прийомних дітей, юридичним опікуном яких є мати Аркадія[42].
- Батько — Аркадій Лаврентійович Бабченко, інженер-конструктор, працював у Центральному конструкторському бюро важкого машинобудування (ЦКБ ВМ МО СРСР), проєктував кабель-щогли для космічних ракет, помер 1996 року від інсульту[43].
- Мати — Юлія Олександрівна Бабченко, вчителька російської мови та літератури[44].
- Дід — Лаврентій Федорович Бабченко, спадковий запорізький козак з-під Генічеська[45], який 1939 року воював на Халхин-Голі, був танкістом у Другій світовій війні, був тричі контуженим, помер 1980 року.
- Бабуся — Олена Петрівна Купцова, єврейка, що працювала на котельні, померла 1996 року[43].

## Літературна творчість
Один з перших описав сучасні російські війни в художньому стилі. Книги Бабченка перекладено 16-ма мовами та видано у 22 країнах світу.

### Переклади українською
- Аркадій Бабченко. Війна. — К. : Book Chef, 2018. — 400 с. — ISBN 978-617-7559-54-1.

### Переклади іноземними мовами
- One Soldier's War in Chechnya. N.Y.: Grove Press, 2007.
- One Soldier's War in Chechnya. L.: Portobello books, 2008.
- Argun // War and Peace: Contemporary Russian Prose. M.: Glas, 2006.
- Arkadi Babtschenko: Die Farbe des Krieges. Übersetzt von Olaf Kühl. Rowohlt Verlag, Berlin 2007, ISBN 978-3-87134-558-6
- Arkadi Babtschenko: Ein guter Ort zum Sterben. Übersetzt von Olaf Kühl. Rowohlt Verlag, Berlin 2009, ISBN 978-3-87134-641-5
- La guerra más cruel. Galaxia Gútenberg-Círculo de lectores, Barcelona 2008, ISBN 978-84-8109-762-7

## Нагороди та премії
Лауреат журналістських і літературних премій:
- Премія Спілки журналістів Росії «За мужність і професіоналізм»
- Премія «За мужність в літературі» в рамках премії «Дебют»
- Премії журналу «Новий світ» (двічі)
- Премія English PEN-Club
- Премія Frontline club
- Премія Артема Боровика за нариси «Війна і мир з примусу»